# ساری‌یر
ساری‌یر (به ترکی استانبولی: Sarıyer) شمالی‌ترین محله استانبول در قسمت اروپایی این شهر است. این محله که در ناحیه مرمره قرار گرفته‌است، طبق آخرین سرشماری به سال ۲۰۱۲ میلادی این ناحیه ۲۸۹٬۹۵۹ نفر جمعیت دارد.

## نگارخانه

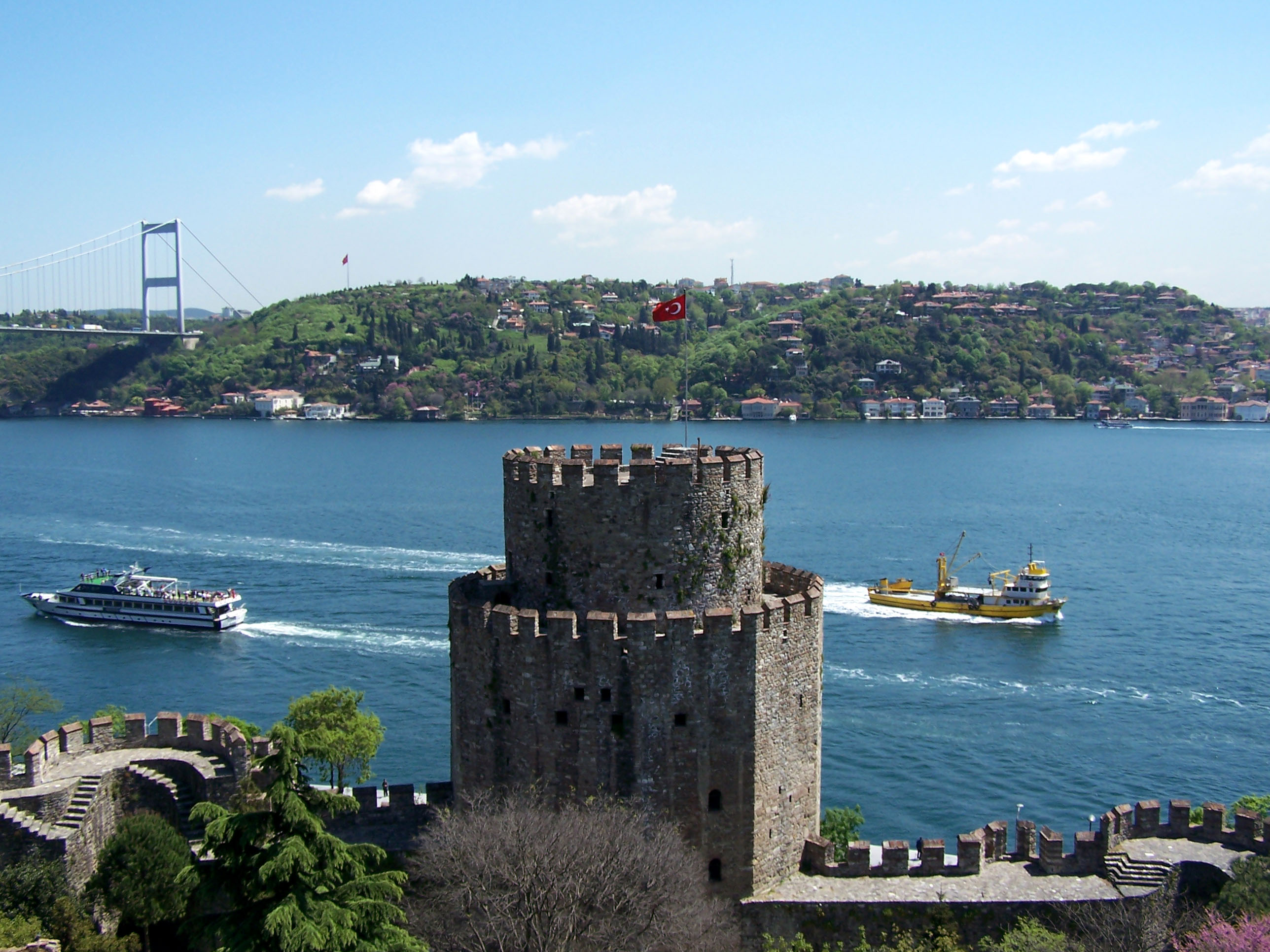
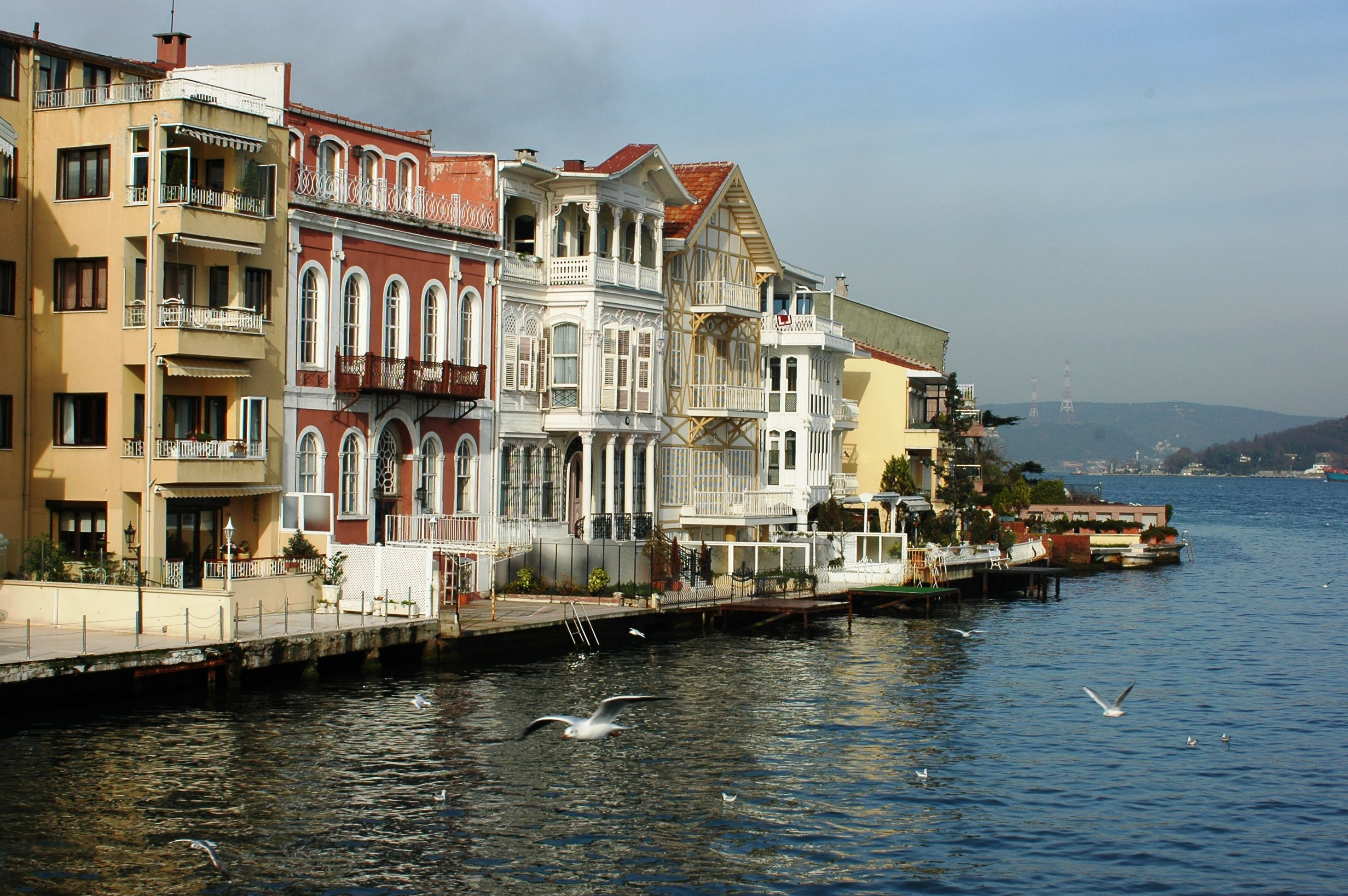
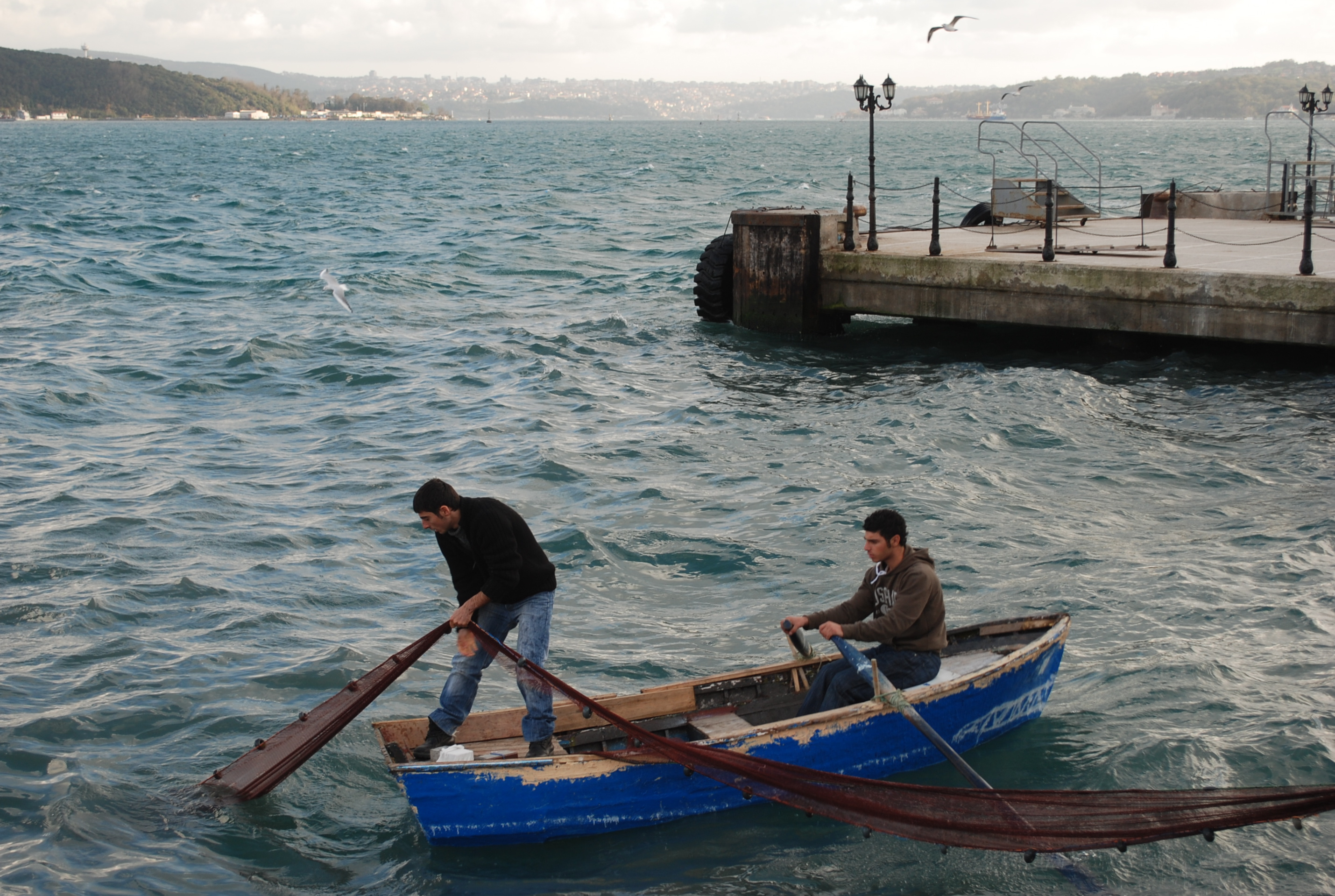
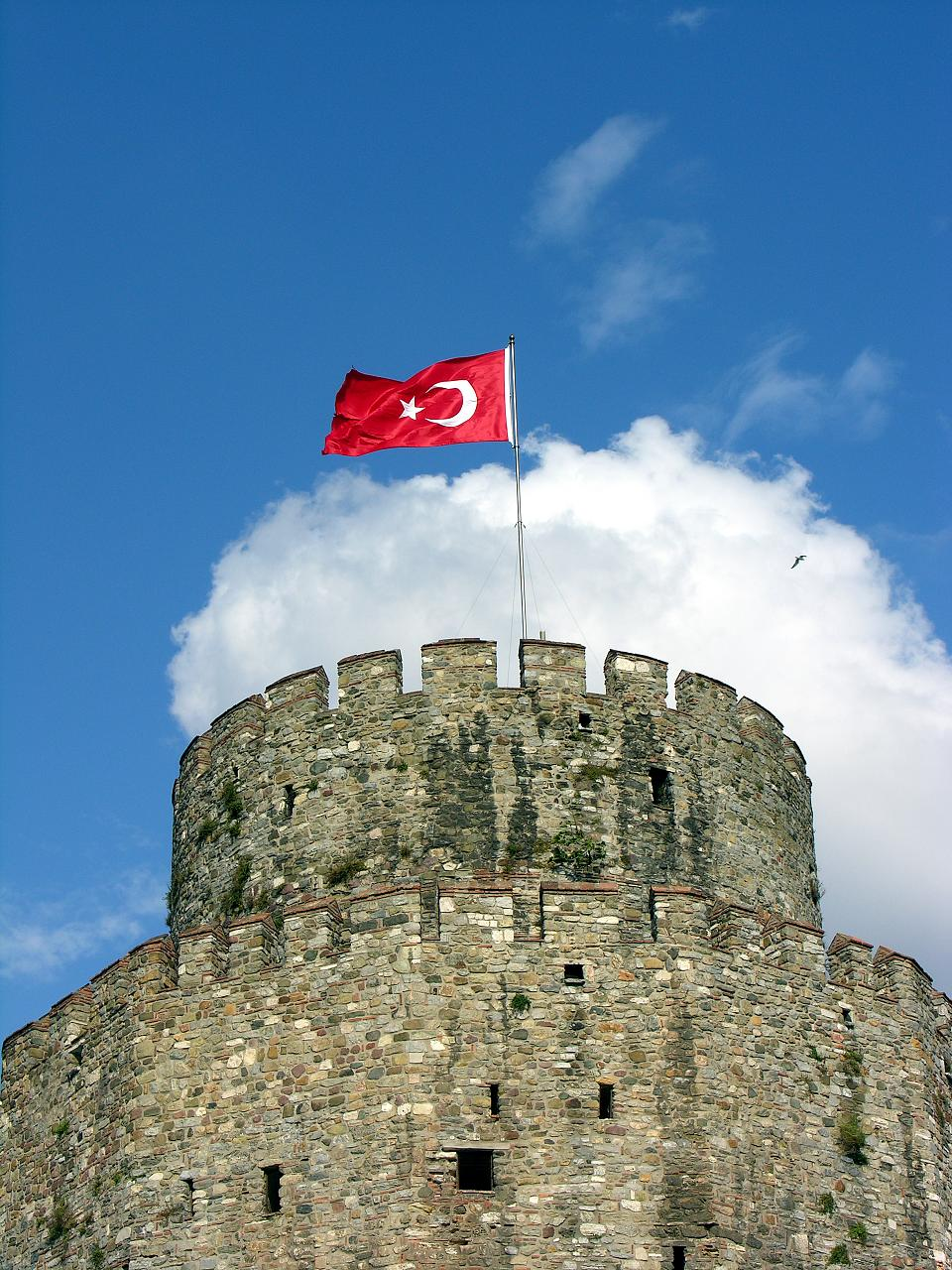